# 日本補助犬協会
公益財団法人日本補助犬協会（にほんほじょけんきょうかい、英語: Guide Dog & Service Dogs Association of Japan）は、視覚障害者、聴覚障害者、肢体不自由者に対して身体障害者補助犬（盲導犬、介助犬、聴導犬）の育成、訓練、認定、無償貸与などの事業を通じて、社会福祉の増進、青少年の自立支援の活動をしている公益法人。

## 沿革
- 2002年6月 - 日本補助犬センターとして発足
- 2002年11月 - 日本補助犬協会に名称変更
- 2003年7月 - 特定非営利活動法人化
- 2008年5月 - 日本サムスン株式会社と提携し「あすなろ学校」を開校、若者の自立支援とともに聴導犬育成を強化
- 2009年4月 - 一般財団法人化
- 2010年4月 - 公益財団法人化（内閣総理大臣認定）
- 2010年 - 盲導犬・介助犬・聴導犬の3種類の補助犬を育成・認定できる日本初の団体となる
- 2011年3月 - 東日本大震災復興支援活動を実施。３月より延べ45日支援を開始、延べ90人派遣する
- 2012年10月 - 身体障害者補助犬法10周年として、第1回『もっと知って”補助犬キャンペーン”』を開催、以後現在に至るまで毎年開催を実施
- 2014年 - 法務省「少年院における動物（犬）介在事業の取り組み」として少年院での「補助犬授業」を実施
- 2014年 - 『補助犬ガイド士』養成・認定講座を開始
- 2015年 - 横浜市動物愛護センター委員として活動を始める
- 2016年 - 2020東京オリパラ大会での補助犬受入体制確立に向けた活動を開始
- 2016年 - ユニバーサルデザイン2020関係省等連絡協議会心のバリアフリー分科会委員としての活動を開始
- 2018年 - 引退犬の支援を開始
- 2021年 - 東京オリンピック、パラリンピック決定した2013年以降から共生社会の実現に向けて公的機関とともにダイバーシティを推進した活動に対し、東京オリンピック・パラリンピック競技大会組織委員会（橋本聖子会長）より感謝状を賜る。

## 主な事業
日本補助犬協会ホームページより

- 補助犬の育成、訓練、認定
- 補助犬の購入並びに繁殖、関連事項調査
- 補助犬育成のための募金活動の促進
- 補助犬の無償貸与並びに被貸与者に対する飼育方法、使用方法等の相談、情報提供
- 地域、団体、学校、行政等との交流促進、広報活動の推進
- 補助犬を通した自立支援